# صندل (گیاه)
صندل سفید (نام علمی: Santalum album) درخت کوچک استوایی و منبع سنتی روغن صندل است.